# Nannoniïta
La nannoniïta és un mineral de la classe dels òxids. El nom honra a Roberto Nannoni (1943–2022) per la seva contribució al coneixement de la mineralogia toscana. Nannoni, llicenciat en ciències geològiques a la Universitat de Pisa, va ser professor de ciències a secundària, i col·laborador del Museo Provinciale di Storia Naturale de Livorn del 1972 al 1998 i, durant els anys vuitanta, conservador honorari de la col·lecció mineralògica d'aquell museu.

## Característiques
La nannoniïta és un hidròxid de fórmula química Al₂(OH)₅F. Va ser aprovada com a espècie vàlida per l'Associació Mineralògica Internacional en el mes de juny de l'any 2024. Va ser publicada a la revista internacional European Journal of Mineralogy per Cristian Biagioni et al. en el mes de desembre de 2024 amb el títol «Nannoniite, Al₂(OH)₅F, a new mineral from the Cetine di Cotorniano mine (Tuscany, Italy)». Cristal·litza en el sistema monoclínic.
Les mostres que van servir per a determinar l'espècie, el que es coneix com a material tipus, es troben conservades a les col·leccions del Museu d'Història Natural de la Universitat de Pisa (Itàlia), amb els números de catàleg: 20071 i 20072.

## Formació i jaciments
Va ser descoberta a la mina Cetine di Cotorniano, situada al municipi de Chiusdino, dins la província de Siena (Toscana, Itàlia). Es presenta en forma d'agregats esfèrics formats per cristalls micròmetrics incolors o blancs. Aquest mineral ja havia estat trobat amb anterioritat en altres dos jaciments, com la pedrera Francon, a Montreal (Quebec, Canadà), o la pegmatita Tennvatn, a Sørfold (Nordland, Noruega), però no havia estat degudament caracteritzat.